# Zbigniew Korolkiewicz
Zbigniew Korolkiewicz – polski lekkoatleta, sprinter, kulomiot i młociarz.

## Osiągnięcia
- Mistrzostwa Polski seniorów w lekkoatletyce (7 medali)[1]
  - Warszawa 1924
    - srebrny medal w sztafecie 4 × 100 m
    - brązowy medal w pchnięciu kulą

  - Kraków 1925
    - złoty medal w sztafecie 4 × 100 m
    - brązowy medal w rzucie młotem

  - Warszawa 1926
    - srebrny medal w sztafecie 4 × 100 m

  - Warszawa 1927
    - srebrny medal w biegu na 400 m
    - srebrny medal w sztafecie 4 × 100 m